# تشارلي غريني (لاعب كرة قاعدة)
تشارلي غريني (بالإنجليزية: Charlie Greene)‏ هو لاعب كرة قاعدة أمريكي، ولد في 23 يناير 1971 في ميامي في الولايات المتحدة.

## وصلات خارجية
- تشارلي غريني على موقعبيزبول رفرنس.كوم (الدوري الرئيسي) (الإنجليزية)
- تشارلي غريني على موقعبيزبول رفرنس.كوم (الدوري الثانوي) (الإنجليزية)